# Чорна сирітка
«Чорна сирітка» (англ. Orphan Black) — канадський науково-фантастичний телесеріал з Тетяною Маслані в головній ролі кількох зовні ідентичних жінок. Героїні серіалу дізнаються, що вони є клонами. У центрі сюжету перебуває Сара Меннінг, яка стає свідком самогубства одного з клонів — детектива Елізабет Чайлдс, після чого Сара привласнює собі її особистість. Іншими центральними героїнями є домогосподарка з тихого передмістя Еллісон Гендрікс, аспірант у галузі генетики Косіма Ніхаус, іммігрантка з України, фанатична вбивця Гелена і, нарешті, Рейчел Данкан, голова інституту з дослідження клонів. Всі ці та інші ролі виконуються канадською акторкою Тетяною Маслані. Серіал піднімає питання про моральні та етичні наслідки клонування людини. Прем'єра серіалу відбулася на фестивалі WonderCon 29 березня 2013 року в Анахаймі, Каліфорнія. Телевізійна прем'єра першого сезону, що складається з десяти епізодів, відбулася 30 березня 2013 року.
З моменту свого старту серіал привернув увагу критиків, які високо оцінили перший і другий сезони. Тетяна Маслані отримала загальну похвалу від критиків, які 2013 року дивувалися, що вона не була висунута на премію «Еммі» за найкращу жіночу роль у драматичному телесеріалі на 65-й церемонії вручення, одночасно з цим виграючи премії «Асоціації телевізійних критиків за особисті досягнення у драмі» та «Вибір телевізійних критиків за найкращу жіночу роль у драматичному серіалі». 2014 року її було номіновано на «Золотий глобус» за найкращу жіночу роль у телевізійному серіалі — драма. 2014 року серіал виграв премію «Пібоді».

## Сюжет
Сара Меннінг стає свідком самогубства, після чого привласнює собі особу загиблої жінки, видаючи себе за неї, сподіваючись обчистити її банківський рахунок і вирішити тим самим всі свої проблеми. Однак ці події приводять Сару до ще більших проблем, першою з яких є те, що загибла жінка і Сара неймовірно схожі одна на одну.

## Актори і персонажі

### Основний склад
- Тетяна Маслані — Сара Меннінг, Елізабет «Бет» Чайлдс, Елісон Гендрікс, Косіма Нігаус, Гелена, Катя Обінгер, Рейчел Дункан, Деніель Форньє, Аріанна Джордан, Заніка Зінглер, Дженніфер Фітцсіммонс, Тоні Савіцкі, Шарлотта Боулз, Крістал Найджел Ґодріч, Міка.
- Джордан Гаваріс — Фелікс «Фел» Докінз, зведений брат і друг Сари Меннінг.
- Ділан Брюс — Пол Дірден, хлопець Бет, спостерігач, згодом — коханий Сари.
- Кевін Ганчард[en] — детектив Артур «Арт» Белл, напарник Бет, згодом — товариш Сари.
- Майкл Мендо — Віктор «Вік» Шмідт, колишній хлопець Сари, вуличний продавець наркотиків
- Марія Дойл-Кеннеді — Шивон «Місіс С.» Седлер, прийомна мати Сари і Фелікса, а також опікунка дочки Сари — Кіри
- Евелін Брошу — Дельфіна Кормьє, кохана Косіми, спостерігач
- Ері Міллен — Марк Роллінз, Руді, Міллер і Сет. Чоловічі клони.
- Крістіан Бруун — Донні Гендрікс, чоловік Елісон, спостерігач.

### Другорядний склад
- Міхіль Гейсман — Кел Моррісон, батько Кіри
- Скайлер Векслер — Кіра, біологічна (запліднена природним шляхом) дочка Сари
- Інга Кадранел — детектив Анджела «Енджі» Диенджелис, нова напарниця Арта
- Метт Фрюер — доктор Алдус Лікі, представник інституту «The Dyad Institute» та ідеолог руху неолюціоністів
- Наталі Лисинска — Ейнслі Норріс, сусідка Елісон
- Терра Гейзелтон[en] — Сара Стаббс, колега Елісон по аматорському театру
- Мелані Ніколлз-Кінг — Амелія, сурогатна мати, яка народила Сару і Гелену
- Пітер Аутербрідж — Генрік Йогансен, лідер секти пролітіанців
- Мішель Форбс — Меріон Боулз
- Зої Де Гранд Мезон — Грейс Йогансен
- Аманда Брюгел — Марсі Коутс
- Джастін Четвін — Джейсон Келлерман[7]
- Ксенія Соло — Шей Давидова
- Розмарі Дансмор — професор Сьюзен Дункан

## Виробництво
2 травня 2013 року керівництво каналу BBC America продовжило серіал на другий сезон, прем'єра якого відбулася 19 квітня 2014 року. Третій сезон був замовлений 9 липня 2014 року, прем'єра якого відбулася 18 квітня 2015 року. 7 травня 2015 року серіал був продовжений на четвертий сезон, який стартував 14 квітня 2016 року. 16 червня 2016 року серіал був продовжений на останній, п'ятий сезон.